# Quiet Power: I Superpoteri degli Introversi
Quiet Power: I Superpoteri degli Introversi (Quiet Power: The Secret Strenghts of Introverts) è un libro del 2016 scritto da Susan Cain insieme a Gregory Mone e Erica Moroz, e illustrato da Grant Snider.
Quiet Power è un adattamento per bambini e ragazzi, e per i loro educatori e genitori, del romanzo di Cain per il pubblico adulto del 2012: Quiet: La forza degli introversi in un mondo che non può smettere di parlare.

## Background
Il libro del 2012 di Susan Cain Quiet: Il potere degli introversi in un mondo che non può smettere di parlare ha raggiunto la lista dei best seller del New York Times e la copertina della rivista Time, ed è stato oggetto di uno dei TED Talk più guardati. Nel 2015 Cain ha co-fondato Quiet Revolution, un'azienda che produce contenuti, inclusi corsi di formazione online per genitori, su e per introversi. Quiet Power costituisce l'attenzione di Cain su bambini e adolescenti introversi, specialmente nel contesto scolastico, così che la prossima generazione di introversi non cresca sentendo che c'è qualcosa di sbagliato in loro o reprimendo la loro personalità.
I coautori di Cain, Erica Moroz e Gregory Mone, sono rispettivamente un giornalista e uno scrittore di libri per bambini; l'illustratore di Grant Snider è stato scoperto attraverso i suoi fumetti ispirati a Quiet di Cain del 2012.

## Contenuti
Quiet Power discute: la distinzione tra introversione e timidezza; un maggiore coinvolgimento degli studenti rispetto alle aspettative convenzionali di partecipazione di classe; parlare di fronte a gruppi; il lavoro individuale o di gruppo; i metodi introversi per strutturare il lavoro di gruppo; e l'uso dei social media nell'educazione. Il libro si concentra anche sulla timidezza oltre che all'introversione, dicendo che questa implica la paura del giudizio sociale. Cain dice che mentre la timidezza può essere qualcosa da superare, l'introversione può essere qualcosa da celebrare, aggiungendo che l'introspezione tende a venire con "superpoteri" come capacità di ascolto, empatia, studio più profondo e messa a fuoco più lunga. Il libro include capitoli su scuola, socializzazione, hobby e casa, e incorpora resoconti di prima mano di adolescenti introversi e di personaggi famosi che hanno avuto successo al di fuori delle loro zone di comfort iniziali.
Cain ha incluso una nuova ricerca in Quiet Power che non era presente nel libro precedente, e l'ha riformulata specialmente per i bambini tra 10 e 14 anni che sarebbero meno capaci degli studenti di scuola superiore a tradurre il Quiet, più orientato sul posto di lavoro, nel loro mondo .  Il libro include anche appendici per insegnanti e genitori.
Dicendo che l'adolescenza è il periodo più difficile nella vita di un introverso, Cain suggerisce che i giovani introversi parlino con gli altri del loro stile di socializzazione desiderato (per evitare equivoci), trovino attività su cui possano essere appassionati (per motivare l'addio al di fuori delle loro zone di comfort), si concentrino sui loro punti di forza (rimanere fedeli a se stessi), e siano aperti alle persone estroverse (che hanno abilità complementari alle loro).
Cain critica i lavori con i banchi sistemati a grappolo, l'infatuazione per i progetti di gruppo e le ricompense per gli studenti che rispondono più velocemente. Cain preferisce invece il riconoscimento della concentrazione e del talento per l'ascolto con empatia e pazienza, osservando che nel mondo degli affari le persone non leggono libri insieme o scrivono memo insieme. La Quiet Revolution Company ha creato una rete di Quiet Schools per collaborare con gli educatori alla progettazione di tecniche per sviluppare i talenti di studenti introversi, ad esempio iniziando programmi di parlare in pubblico con carichi di ansia inferiore e sfide incrementalmente crescenti man mano che lo studente progredisce.
Cain incoraggia i genitori, in primo luogo, a capire che i nervi degli introversi reagiscono più fortemente alla stimolazione e che le reazioni possono essere prosciugate senza preferenze personali. Inoltre, Cain esorta i genitori ad aiutare i loro figli a essere "consumatori intelligenti" dei social media con la loro costante valutazione personale, nonostante essi permettano agli introversi di comunicare "senza essere alla festa".

## Accoglienza
Quiet Power ha debuttato al 4º posto nella classifica dei bestseller del New York Times (categoria hardcover per bambini di media categoria).